# Hélie de Brémond d'Ars-Migré
Pour les articles homonymes, voir Brémond et Ars.
Pour les autres membres de la famille, voir Famille de Brémond d'Ars.
Hélie de Brémond d'Ars-Migré, né le 16 juillet 1900 à Nantes et mort le 3 mai 1961 à Paris, est un écrivain français.

## Biographie
Hélie de Brémond d'Ars-Migré est le fils de Joseph de Brémond d'Ars, marquis de Migré, et le petit-fils de Paul de Saisy de Kerampuil.
Promoteur de l'histoire saintongeaise, membre fondateur de l'Académie de Saintonge, il contribue à sauver la ruine les bâtiments abbatiaux de Saint-Marie aux Dames de Saintes et fonde le prix de Saintonge.

## Publications
- La Forme et les idées. Comparaison esquissée entre les XVIIe et XVIIIe siècles (1946)
- L'Abbé Bexon : aumônier de la princesse Anne-Charlotte de Lorraine, dernier chantre de la Sainte-Chapelle (1936)
- Les Chevaliers du Porc-Espic ou du Camail, 1394-1498 Une Gentilfemme au temps de la Fronde [Marie-Guillemette de Verdelin, marquise d'Ars] (1945)
- De l'éloquence / publication du manuscrit de Pierre de Brémond d'Ars, marquis de Migré (1634-1653) (1938)